# Сатанівська перлина
Са́танівська Перли́на — парк-пам'ятка садово-паркового мистецтва загальнодержавного значення в Україні. Розташований у селищі міського типу Сатанів Хмельницького району Хмельницької області. 

## Основні відомості
Площа 22 га. Закладено 1984 року, статус надано 1996 року. Перебуває у віданні НПП «Подільські Товтри». 
Парк тягнеться понад Збручем. На території парку зростає близько 400 видів і форм дерев та чагарників, численні трав'яні рослини, серед яких чимало екзотів. Є три джерела мінеральної води, розташована колекція рододендронів, а також архітектурна та історична пам'ятка — «Сатанівська фортеця». Парк є базою навчально-виховної роботи навчальних закладів та місцем відпочинку населення. Перебуває у віданні Городоцького дослідно-експериментального заводу механізованого інструменту Мінсільгосппроду України. 
20 серпня 1996 року Указом Президента України «Сатанівську Перлину» оголошено парком-пам'яткою садово-паркового мистецтва загальнодержавного значення . Входить до складу національного природного парку «Подільські Товтри».